# Emanuela Lorenzon
Emanuela Lorenzon (Bassano del Grappa, 13 settembre 1959) è un'ex ciclista su strada italiana.

## Biografia
Vittoriosa al Trofeo Casa del Fiore 1978 e alla Vertemate con Minoprio 1980, oltre che in due edizioni consecutive del Trofeo Casati (1978 e 1979), proprio nel 1978 e 1979 ha corso con la nazionale ai Mondiali di Brauweiler 1978 e Valkenburg aan de Geul 1979 nella gara in linea, vincendo la medaglia di bronzo nel primo caso, arrivando 42ª nel secondo.

## Palmarès
- 1978 (due vittorie)

Trofeo Casa del Fiore
Trofeo Casati
- 1979 (una vittoria)

Trofeo Casati
- 1980 (una vittoria)

Vertemate con Minoprio

## Piazzamenti

### Competizioni mondiali
- Campionati del mondo

Brauweiler 1978 - In linea: 3ª
Valkenburg aan de Geul 1979 - In linea: 42ª